# 王子钝
王子钝（1903年12月27日—1991年12月1日），原名恩溶（一作思溶），字子钝，男，祖籍山东泰安，生于天津，中国诗词作家，曾任新疆佛教协会副会长，中华诗词学会顾问。